# Championnats du monde de natation en petit bassin 1999
Navigation
Édition 1997 Édition 2000
Les 4es championnats du monde de natation en petit bassin se sont déroulés à Hong Kong du 1er avril au 4 avril 1999.

## Tableau des médailles
| Rang | Pays              | Médaille d'or | Médaille d'argent | Médaille de bronze | Total |
| 1    | Australie         | 9             | 11                | 7                  | 27    |
| 2    | Japon             | 6             | 2                 | 1                  | 9     |
| 3    | Royaume-Uni       | 4             | 5                 | 4                  | 13    |
| 4    | Suède             | 4             | 4                 | 3                  | 11    |
| 5    | États-Unis        | 3             | 1                 | 0                  | 4     |
| 6    | Slovaquie         | 3             | 0                 | 0                  | 3     |
| 7    | Pays-Bas          | 2             | 3                 | 5                  | 10    |
| 8    | Ukraine           | 2             | 1                 | 1                  | 4     |
| 9    | Cuba              | 2             | 0                 | 0                  | 2     |
| 10   | Chine             | 1             | 3                 | 2                  | 6     |
| 11   | Allemagne         | 1             | 1                 | 0                  | 2     |
| 12   | Russie            | 1             | 0                 | 3                  | 4     |
| 13   | Danemark          | 1             | 0                 | 2                  | 3     |
| 14   | Finlande          | 1             | 0                 | 0                  | 1     |
| 15   | Canada            | 0             | 3                 | 5                  | 8     |
| 16   | Afrique du Sud    | 0             | 3                 | 0                  | 3     |
| 17   | Pologne           | 0             | 1                 | 2                  | 3     |
| 18   | Italie            | 0             | 1                 | 1                  | 2     |
| 19   | Espagne           | 0             | 0                 | 2                  | 2     |
| 19   | Suisse            | 0             | 0                 | 2                  | 2     |
| #    | 20 pays médaillés | 40            | 40                | 40                 | 120   |

## Podiums

### Hommes
| Épreuves             | Or                                                                              | Or               | Argent                                                                    | Argent           | Bronze                                                            | Bronze         |
| -------------------- | ------------------------------------------------------------------------------- | ---------------- | ------------------------------------------------------------------------- | ---------------- | ----------------------------------------------------------------- | -------------- |
| Nage libre           |                                                                                 |                  |                                                                           |                  |                                                                   |                |
| 50 m                 | Mark Foster                                                                     | 21 s 81          | José Meolans                                                              | 21 s 84          | Mark Veens                                                        | 21 s 88        |
| 100 m                | Lars Frölander                                                                  | 47 s 05          | Michael Klim                                                              | 47 s 49          | Bartosz Kizierowski                                               | 47 s 75        |
| 200 m                | Ian Thorpe                                                                      | 1 min 43 s 28 RM | Michael Klim                                                              | 1 min 43 s 78    | Pieter van den Hoogenband                                         | 1 min 44 s 39  |
| 400 m                | Grant Hackett                                                                   | 3 min 35 s 01 RM | Ian Thorpe                                                                | 3 min 35 s 64    | Massimiliano Rosolino                                             | 3 min 42 s 81  |
| 1 500 m              | Grant Hackett                                                                   | 14 min 32 s 87   | Graeme Smith                                                              | 14 min 45 s 41   | Daniel Kowalski                                                   | 14 min 51 s 44 |
| Papillon             |                                                                                 |                  |                                                                           |                  |                                                                   |                |
| 50 m                 | Mark Foster                                                                     | 23 s 61          | Qiang Zhang                                                               | 23 s 87          | Joris Keizer                                                      | 23 s 96        |
| 100 m                | Lars Frölander                                                                  | 51 s 45          | Michael Klim                                                              | 51 s 56          | James Hickman                                                     | 51 s 60        |
| 200 m                | James Hickman                                                                   | 1 min 52 s 71    | Takashi Yamamoto                                                          | 1 min 54 s 68    | Denys Sylantyev                                                   | 1 min 55 s 41  |
| Dos                  |                                                                                 |                  |                                                                           |                  |                                                                   |                |
| 50 m                 | Rodolfo Falcon                                                                  | 24 s 34          | Mariusz Siembida                                                          | 23 s 41          | Matt Welsh                                                        | 24 s 70        |
| 100 m                | Rodolfo Falcon                                                                  | 52 s 44          | Matt Welsh                                                                | 52 s 45          | Mariusz Siembida                                                  | 53 s 27        |
| 200 m                | Josh Watson                                                                     | 1 min 54 s 67    | Mark Versfeld                                                             | 1 min 55 s 42    | Sergei Ostapchouk                                                 | 1 min 55 s 61  |
| Brasse               |                                                                                 |                  |                                                                           |                  |                                                                   |                |
| 50 m                 | Dmytri Kraevskyy                                                                | 27 s 40          | Patrik Isaksson                                                           | 27 s 57          | Remo Lütolf                                                       | 27 s 59        |
| 100 m                | Patrik Isaksson                                                                 | 59 s 69          | Domenico Fioravanti                                                       | 59 s 88          | Morgan Knabe                                                      | 59 s 93        |
| 200 m                | Phil Rogers                                                                     | 2 min 8 s 72     | Ryan Mitchell                                                             | 2 min 8 s 73     | Dmitry Komornikov                                                 | 2 min 9 s 18   |
| 4 nages              |                                                                                 |                  |                                                                           |                  |                                                                   |                |
| 100 m                | Jani Sievinen                                                                   | 54 s 18          | Matthew Dunn                                                              | 54 s 77          | Jacob Andersen                                                    | 55 s 05        |
| 200 m                | Matthew Dunn                                                                    | 1 min 55 s 81    | James Hickman                                                             | 1 min 56 s 51    | Marcel Wouda                                                      | 1 min 58 s 63  |
| 400 m                | Matthew Dunn                                                                    | 4 min 6 s 05     | Marcel Wouda                                                              | 4 min 9 s 29     | Frederik Hviid                                                    | 4 min 10 s 92  |
| Relais               |                                                                                 |                  |                                                                           |                  |                                                                   |                |
| 4 × 100 m nage libre | Australie Chris Fydler Todd Pearson Ian Thorpe Michael Klim                     | 3 min 11 s 21    | Pays-Bas Mark Veens Johan Kenkhuis Marcel Wouda Pieter van den Hoogenband | 3 min 11 s 57 RE | Suède Dan Lindström Lars Frölander Matthias Ohlin Daniel Carlsson | 3 min 12 s 69  |
| 4 × 200 m nage libre | Pays-Bas Pieter van den Hoogenband Johan Kenkhuis Martijn Zuijdweg Marcel Wouda | 7 min 4 s 48 RE  | Royaume-Uni Gavin Meadows Sion Brinn Paul Palmer Edward Sinclair          | 7 min 7 s 20     | Canada Mark Johnston Brian Johns Rick Say Yannick Lupien          | 7 min 8 s 02   |
| 4 × 100 m 4 nages    | Australie Matt Welsh Phil Rogers Michael Klim Chris Fydler                      | 3 min 29 s 88 RM | Suède Mattias Ohlin Patrik Isaksson Daniel Carlsson Lars Frölander        | 3 min 30 s 32 RE | Royaume-Uni Neil Willey Darren Mew James Hickman Sion Brinn       | 3 min 32 s 25  |

### Femmes
| Épreuves             | Or                                                                     | Or               | Argent                                                                   | Argent        | Bronze                                                               | Bronze          |
| -------------------- | ---------------------------------------------------------------------- | ---------------- | ------------------------------------------------------------------------ | ------------- | -------------------------------------------------------------------- | --------------- |
| Nage libre           |                                                                        |                  |                                                                          |               |                                                                      |                 |
| 50 m                 | Inge de Bruijn                                                         | 24 s 35 RE       | Jenny Thompson                                                           | 24 s 57       | Alison Sheppard                                                      | 24 s 97         |
| 100 m                | Jenny Thompson                                                         | 53 s 24          | Sandra Völker                                                            | 53 s 76       | Sue Rolph                                                            | 53 s 78         |
| 200 m                | Martina Moravcová                                                      | 1 min 56 s 11    | Qin Caini                                                                | 1 min 57 s 26 | Josefin Lillhage                                                     | 1 min 57 s 46   |
| 400 m                | Nadejda Chemezova                                                      | 4 min 5 s 23     | Qin Caini                                                                | 4 min 6 s 34  | Joanne Malar                                                         | 4 min 6 s 83    |
| 800 m                | Hua Chen                                                               | 8 min 20 s 13    | Rachel Harris                                                            | 8 min 23 s 36 | Flavia Rigamonti                                                     | 8 min 26 s 38   |
| Papillon             |                                                                        |                  |                                                                          |               |                                                                      |                 |
| 50 m                 | Jenny Thompson                                                         | 26 s 18          | Anna-Karin Kammerling                                                    | 26 s 21       | Inge de Bruijn                                                       | 26 s 41         |
| 100 m                | Jenny Thompson                                                         | 57 s 65          | Johanna Sjöberg                                                          | 57 s 74       | Ayari Aoyama                                                         | 58 s 29         |
| 200 m                | Mette Jacobsen                                                         | 2 min 6 s 52 RE  | Petria Thomas                                                            | 2 min 6 s 53  | Sophia Skou                                                          | 2 min 8 s 29    |
| Dos                  |                                                                        |                  |                                                                          |               |                                                                      |                 |
| 50 m                 | Sandra Völker                                                          | 27 s 63          | Mai Nakamura                                                             | 27 s 73       | Kellie McMillan                                                      | 28 s 29         |
| 100 m                | Mai Nakamura                                                           | 58 s 67          | Kelly Stefanyshyn                                                        | 1 min 0 s 43  | Erin Gammel                                                          | 1 min 0 s 49    |
| 200 m                | Mai Nakamura                                                           | 2 min 6 s 49     | Helen Don-Duncan                                                         | 2 min 8 s 18  | Kelly Stefanyshyn                                                    | 2 min 9 s 51    |
| Brasse               |                                                                        |                  |                                                                          |               |                                                                      |                 |
| 50 m                 | Masami Tanaka                                                          | 30 s 80          | Penny Heyns                                                              | 30 s 88       | Han Xue                                                              | 31 s 24         |
| 100 m                | Masami Tanaka                                                          | 1 min 6 s 38     | Penny Heyns                                                              | 1 min 6 s 47  | Samantha Riley                                                       | 1 min 7 s 50    |
| 200 m                | Masami Tanaka                                                          | 2 min 20 s 22 RM | Penny Heyns                                                              | 2 min 24 s 27 | Qi Hui                                                               | 2 min 25 s 65   |
| 4 nages              |                                                                        |                  |                                                                          |               |                                                                      |                 |
| 100 m                | Martina Moravcová                                                      | 1 min 0 s 20 RE  | Lori Munz                                                                | 1 min 1 s 40  | Oxana Verevka                                                        | 1 min 1 s 55    |
| 200 m                | Martina Moravcová                                                      | 2 min 8 s 55 RE  | Yana Klochkova                                                           | 2 min 10 s 67 | Lori Munz                                                            | 2 min 11 s 48   |
| 400 m                | Yana Klochkova                                                         | 4 min 32 s 32    | Joanne Malar                                                             | 4 min 34 s 90 | Lourdes Becerra                                                      | 4 min 38 s 44   |
| Relais               |                                                                        |                  |                                                                          |               |                                                                      |                 |
| 4 × 100 m nage libre | Royaume-Uni Alison Sheppard Claire Huddart Karen Pickering Sue Rolph   | 3 min 36 s 88    | Pays-Bas Thamar Henneken Wilma van Hofwegen Chantal Groot Inge de Bruijn | 3 min 39 s 40 | Australie Lori Munz Rebecca Creedy Melanie Dodd Sarah Ryan           | 3 min 39 s 82   |
| 4 × 200 m nage libre | Suède Josefin Lillhage Louise Jöhncke Johanna Sjöberg Malin Svahnström | 7 min 51 s 70 RM | Royaume-Uni Claire Huddart Karen Legg Nicola Jackson Karen Pickering     | 7 min 53 s 98 | Australie Lori Munz Jacinta van Lint Rebecca Creedy Giaan Rooney     | 7 min 55 s 81   |
| 4 × 100 m 4 nages    | Japon Mai Nakamura Masami Tanaka Ayari Aoyama Sumika Minamoto          | 3 min 57 s 62 RM | Australie Giaan Rooney Samantha Riley Petria Thomas Lori Munz            | 4 min 0 s 37  | Suède Therese Alshammar Maria Östling Johanna Sjöberg Louise Jöhncke | 4 min 0 s 84 RE |

## Légende
- RM : record du monde
- RE : record d'Europe
- RC : record des championnats du monde